# Airbus A300

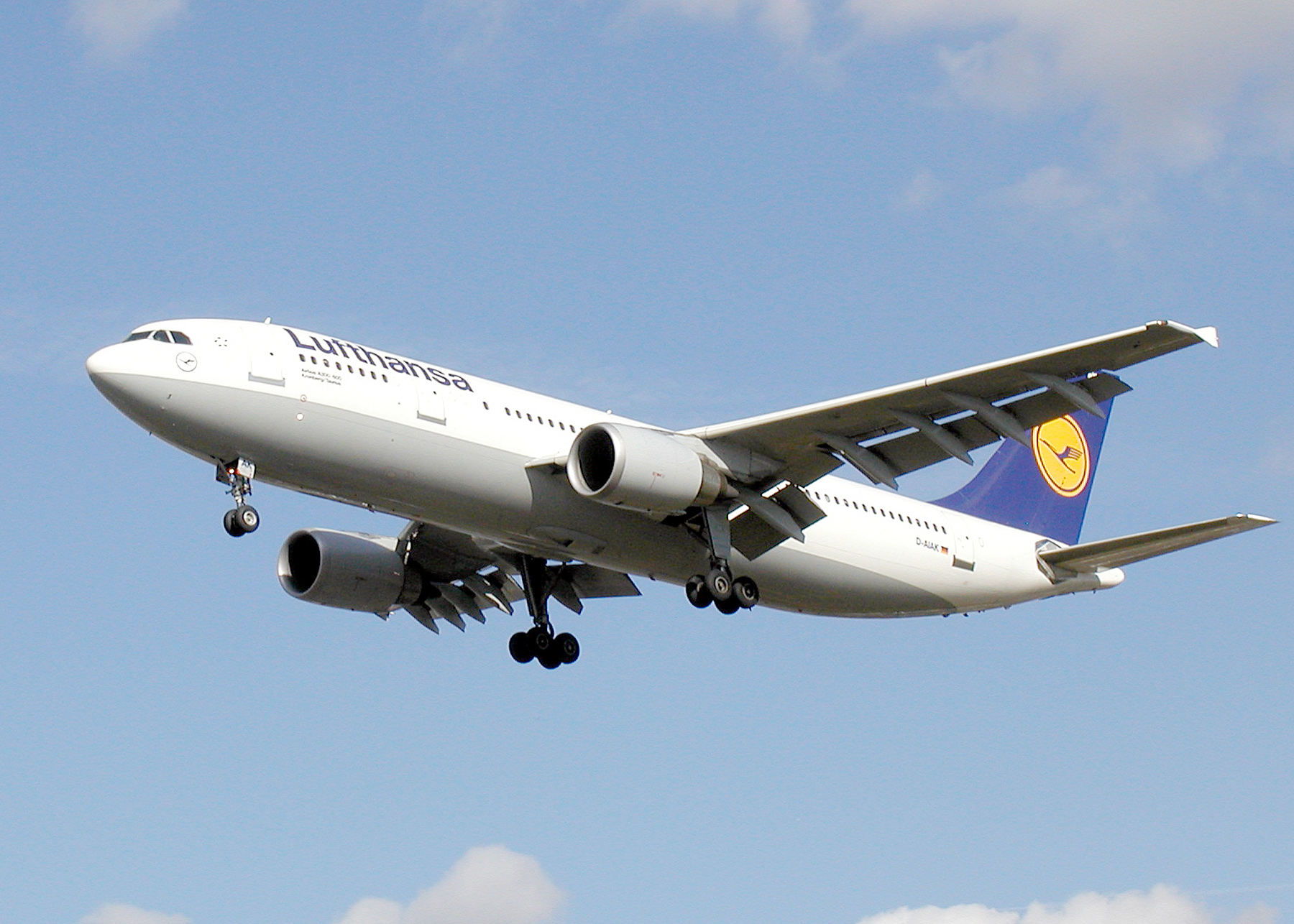
En Airbus A300 tillhörande Lufthansa

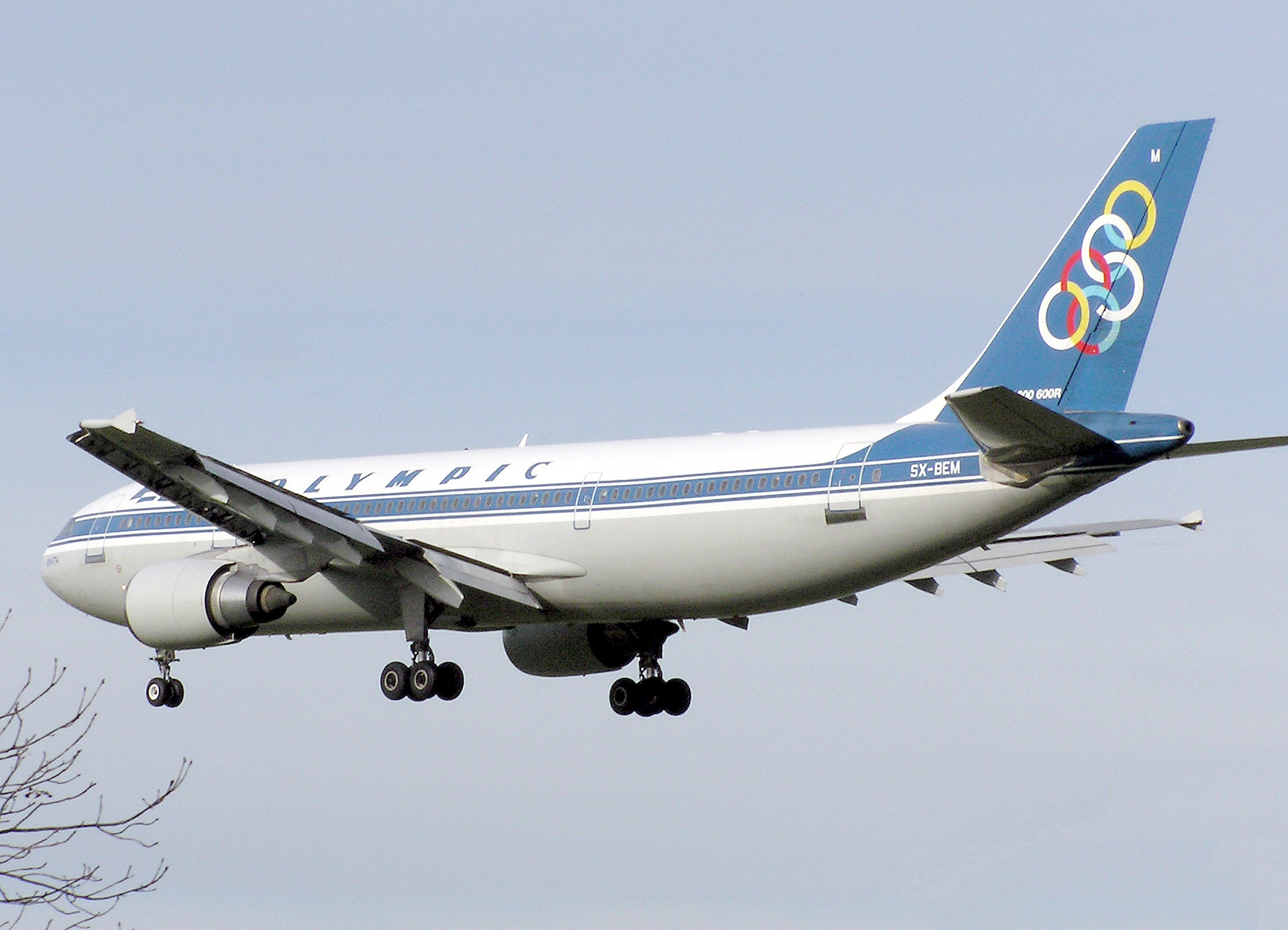
Olympic Airlines Airbus A300B4-600R.

Airbus A300 var det första planet med Airbus som tillverkare och var världens första tvåmotoriga flygplan med två mittgångar. Planet är främst designat för medeldistansrutter med högt passagerartryck. Flygplanet är delutvecklat av McDonnell, som utvecklade motorfästena. Det kan ta upp till 361 passagerare, men i en uppdelning i första- och turistklass får det plats cirka 266 passagerare. Flygplanet lanserades i maj 1969 och flög för första gången i oktober 1972.
I början hette planet A300B4 och hade inga vingfenor och krävde en tremannabesättning. På 80-talet kom den uppdaterade versionen A300-600 med vingfenor och tvåmannabesättning då delar av cockpiten hade fått datoriserade instrument vilket gjorde flygmekanikern överflödig. Planet saknar dock Airbus berömda fly-by-wire-styrsystem som kom först med Airbus A320. I december 2005 var 546 flygplan levererade. Airbus A300 finns också i en fraktversion, Airbus A300F och även en specialversion som kallas Airbus Beluga. 
Idag flygs Airbus A300 av till exempel Iran Air, Thai Airways, Korean Air med flera. Fraktversionen flygs av t.ex. FedEx och UPS. Airbus A310 är en förkortad version av A300:an. Konkurrensen bestod främst av Boeing 767, som sålde bättre, främst tack vare bättre räckvidd för långdistansrutterna och för att Airbus var nykomlingar i flygplansbranschen vid tidpunkten vilket fick många flygbolag att föredra Boeing med sin längre erfarenhet. Även nyare Airbusmodeller kom att konkurrera med och ersätta A300, till exempel den modernare och bättre Airbus A340, som i sin tur snart ska ersättas av Airbus A350. A300 var dock ett mycket pålitligt, ekonomiskt och säkert flygplan redan från början. Produktionen upphörde i juli 2007 med sista leverans till FedEx.